# Campionati mondiali di sci nordico 1966
I Campionati mondiali di sci nordico 1966, ventiseiesima edizione della manifestazione, si svolsero dal 17 al 27 febbraio a Oslo, in Norvegia. Vennero assegnati dieci titoli.

## Risultati

### Uomini

#### Combinata nordica
| Posizione | Atleta           | Nazione          | Punti  |
| --------- | ---------------- | ---------------- | ------ |
| 1         | Georg Thoma      | Germania Ovest   | 444,66 |
| 2         | Franz Keller     | Germania Ovest   | 443,04 |
| 3         | Alois Kälin      | Svizzera         | 440,73 |
| 4         | Ralph Pöhland    | Germania Est     | 439,42 |
| 5         | Boris Čeremuchin | Unione Sovietica | 434,04 |
| 6         | Jurij Simenov    | Unione Sovietica | 430,16 |

21 febbraio

Trampolino: Midtstubakken K85

Fondo: 15 km

#### Salto con gli sci

##### Trampolino normale
| Posizione | Atleta             | Nazione        | Punti |
| --------- | ------------------ | -------------- | ----- |
| 1         | Bjørn Wirkola      | Norvegia       | 234,6 |
| 2         | Dieter Neuendorf   | Germania Est   | 230,6 |
| 3         | Paavo Lukkariniemi | Finlandia      | 219,9 |
| 4         | Jiří Raška         | Cecoslovacchia | 215,3 |
| 5         | Veit Kührt         | Germania Est   | 214,7 |
| 6         | Kjell Sjöberg      | Svezia         | 212,1 |

19 febbraio

Trampolino: Holmenkollen K70

##### Trampolino lungo
| Posizione | Atleta              | Nazione          | Punti |
| --------- | ------------------- | ---------------- | ----- |
| 1         | Bjørn Wirkola       | Norvegia         | 215,3 |
| 2         | Takashi Fujisawa    | Giappone         | 207,6 |
| 3         | Kjell Sjöberg       | Svezia           | 204,6 |
| 4         | Jiří Raška          | Cecoslovacchia   | 203,9 |
| 5         | Christoffer Selbekk | Norvegia         | 202,1 |
| 6         | K'oba Ts'akadze     | Unione Sovietica | 199,7 |

27 febbraio

Trampolino: Holmenkollen K90

#### Sci di fondo

##### 15 km
| Posizione | Atleta           | Nazione   | Tempo   |
| --------- | ---------------- | --------- | ------- |
| 1         | Gjermund Eggen   | Norvegia  | 47:56,2 |
| 2         | Ole Ellefsæter   | Norvegia  | 48:11,3 |
| 3         | Odd Martinsen    | Norvegia  | 48:14,7 |
| 4         | Bjarne Andersson | Svezia    | 48:22,8 |
| 5         | Kalevi Laurila   | Finlandia | 48:23,8 |
| 6         | Eero Mäntyränta  | Finlandia | 48:29,8 |

20 febbraio

##### 30 km
| Posizione | Atleta           | Nazione          | Tempo     |
| --------- | ---------------- | ---------------- | --------- |
| 1         | Eero Mäntyränta  | Finlandia        | 1:37:26,7 |
| 2         | Kalevi Laurila   | Finlandia        | 1:38:11,3 |
| 3         | Walter Demel     | Germania Ovest   | 1:38:11,6 |
| 4         | Ingvar Sandström | Svezia           | 1:38:24,9 |
| 5         | Anatolij Akentev | Unione Sovietica | 1:38:32,3 |
| 6         | Franco Nones     | Italia           | 1:38:53,5 |

17 febbraio

##### 50 km
| Posizione | Atleta            | Nazione          | Tempo     |
| --------- | ----------------- | ---------------- | --------- |
| 1         | Gjermund Eggen    | Norvegia         | 3:03:04,7 |
| 2         | Arto Tiainen      | Finlandia        | 3:03:15,1 |
| 3         | Eero Mäntyränta   | Finlandia        | 3:03:54,3 |
| 4         | Ole Ellefsæter    | Norvegia         | 3:04:46,8 |
| 5         | Hannu Taipale     | Finlandia        | 3:05:20,3 |
| 6         | Vjačeslav Vedenin | Unione Sovietica | 3:05:43,3 |

26 febbraio

##### Staffetta 4x10 km
| Posizione | Nazione          | Atleti                                                            | Tempo     |
| --------- | ---------------- | ----------------------------------------------------------------- | --------- |
| 1         | Norvegia         | Odd Martinsen Harald Grønningen Ole Ellefsæter Gjermund Eggen     | 2:14:27,9 |
| 2         | Finlandia        | Kalevi Oikarainen Hannu Taipale Kalevi Laurila Eero Mäntyränta    | 2:15:40,0 |
| 3         | Italia           | Giulio De Florian Franco Nones Gianfranco Stella Franco Manfroi   | 2:18:12,2 |
| 4         | Svezia           | Karl-Åke Asph Bjarne Andersson Kjell Lidh Ingvar Sandström        | 2:18:31,1 |
| 5         | Unione Sovietica | Ivan Utrobin Vjačeslav Vedenin Anatolij Nasedkin Anatolij Akentev | 2:19:07,1 |
| 6         | Svizzera         | Konrad Hischier Josef Haas Denis Mast Alois Kälin                 | 2:21:03,6 |

23 febbraio

### Donne

#### Sci di fondo

##### 5 km
| Posizione | Atleta              | Nazione          | Tempo   |
| --------- | ------------------- | ---------------- | ------- |
| 1         | Alevtina Kolčina    | Unione Sovietica | 17:18,9 |
| 2         | Klavdija Bojarskich | Unione Sovietica | 17:25,2 |
| 3         | Rita Ačkina         | Unione Sovietica | 17:42,5 |
| 4         | Evdokija Mekšilo    | Unione Sovietica | 17:47,3 |
| 5         | Krăstana Stoeva     | Bulgaria         | 17:49,7 |
| 6         | Toini Gustafsson    | Svezia           | 17:58,1 |

21 febbraio

##### 10 km
| Posizione | Atleta              | Nazione          | Tempo   |
| --------- | ------------------- | ---------------- | ------- |
| 1         | Klavdija Bojarskich | Unione Sovietica | 36:25,5 |
| 2         | Alevtina Kolčina    | Unione Sovietica | 36:43,3 |
| 3         | Toini Gustafsson    | Svezia           | 37:21,4 |
| 4         | Evdokija Mekšilo    | Unione Sovietica | 37:40,8 |
| 5         | Krăstana Stoeva     | Bulgaria         | 38:01,2 |
| 6         | Barbro Martinsson   | Svezia           | 38:19,9 |

19 febbraio

##### Staffetta 3x5 km
| Posizione | Nazione          | Atlete                                              | Tempo   |
| --------- | ---------------- | --------------------------------------------------- | ------- |
| 1         | Unione Sovietica | Klavdija Bojarskich Rita Ačkina Alevtina Kolčina    | 56:04,2 |
| 2         | Norvegia         | Ingrid Wigernæs Ingrid Aufles Berit Mødre           | 57:59,8 |
| 3         | Svezia           | Barbro Martinsson Britt Strandberg Toini Gustafsson | 58:00,7 |
| 4         | Germania Est     | Gabrielle Nobis Anna Unger Christine Nestler        | 59:19,6 |
| 3         | Finlandia        | Toini Pöysti Eva Ruoppa Senja Pusula                | 59:20,3 |
| 3         | Bulgaria         | Krăstana Stoeva Nadežda Vasileva Velička Pandeva    | 59:59,2 |

27 febbraio

## Medagliere per nazioni
| Posizione | Nazione          | Oro | Argento | Bronzo | Totale |
| --------- | ---------------- | --- | ------- | ------ | ------ |
| 1         | Norvegia         | 5   | 2       | 1      | 8      |
| 2         | Unione Sovietica | 3   | 2       | 1      | 6      |
| 3         | Finlandia        | 1   | 3       | 2      | 6      |
| 4         | Germania Ovest   | 1   | 1       | 1      | 3      |
| 5         | Germania Est     | 0   | 1       | 0      | 1      |
|           | Giappone         | 0   | 1       | 0      | 1      |
| 7         | Svezia           | 0   | 0       | 3      | 3      |
| 8         | Italia           | 0   | 0       | 1      | 1      |
|           | Svizzera         | 0   | 0       | 1      | 1      |